# 增強型可攜式砲兵感應引信設定器
增強型可攜式砲兵感應引信設定器 (Enhanced Portable Inductive Artillery Fuze Setter, EPIAFS)是一种用于为精确制导炮弹装订目标信息的引信设定装置。可以用于为M982神劍導引炮彈和M1156精確制導套件(PGK引信)装订目标信息。
在M1156精確制導套件的使用过程中，EPIAFS用于在发射前为引信的电容充电并输入坐标信息。而这之后PGK引信则使用被气流带动的滑环供电，因此省却了电池并因此能达到20年的免维护寿命。

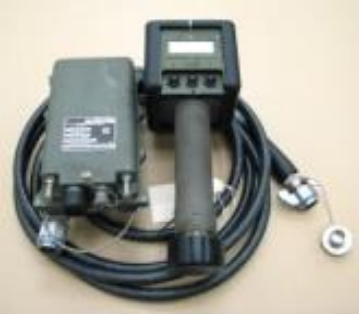
EPIAFS引信设定器
使用EPIAFS設置引信

1. ↑  . docplayer.net.   [2022-11-16]. （原始内容存档于2022-11-16）.